# Đumbir (biljni rod)
Đumbir (ingver, lat. Zingiber), rod korisnih trajnica iz porodice đumbirovki. Najpoznatiji predstavnik je Zingiber officinale koji se uzgaja uglavnom zbog rizoma, koji se koristi kao cijenjeni začin i ljekovita biljka. Rodu pripada oko 210 vrsta
Plod đumbira je kapsula koja se sastiji od tri dijela s brojnim sjemenkama. Posebno je na glasdu đumbir uzgojewn na Jamajki.

## Vrste
1. Zingiber acuminatum Valeton
2. Zingiber aguingayae Docot
3. Zingiber albiflorum R.M.Sm.
4. Zingiber album Nurainas
5. Zingiber anamalayanum Sujanapal & Sasidh.
6. Zingiber angustifolium C.K.Lim & Meekiong
7. Zingiber apoense Elmer
8. Zingiber argenteum Mood & Theilade
9. Zingiber arunachalensis A.Joe, T.Jayakr., Hareesh & M.Sabu
10. Zingiber atroporphyreum Škorničk. & Q.B.Nguyen
11. Zingiber atrorubens Gagnep.
12. Zingiber aurantiacum (Holttum) Theilade
13. Zingiber banhaoense Mood & Theilade
14. Zingiber barbatum Wall.
15. Zingiber belumense C.K.Lim & Meekiong
16. Zingiber bipinianum D.K.Roy, D.Verma, Talukdar & Dutta Choud.
17. Zingiber bisectum D.Fang
18. Zingiber brachystachys Triboun & K.Larsen
19. Zingiber bradleyanum Craib
20. Zingiber brevifolium N.E.Br.
21. Zingiber bulusanense Elmer
22. Zingiber calcicola Y.H.Tan & H.B.Ding
23. Zingiber callianthum Triboun & K.Larsen
24. Zingiber campanulatum T.Jayakr., A.Joe, Hareesh & M.Sabu
25. Zingiber capitatum Roxb.
26. Zingiber cardiocheilum Škornick. & Q.B.Nguyen
27. Zingiber castaneum Škornick. & Q.B.Nguyen
28. Zingiber caudatum Biseshwori & Bipin
29. Zingiber cernuum Dalzell
30. Zingiber chantaranothaii Triboun & K.Larsen
31. Zingiber chengii Y.H.Tseng, C.M.Wang & Y.C.Lin
32. Zingiber chlorobracteatum Mood & Theilade
33. Zingiber chrysanthum Roscoe
34. Zingiber chrysostachys Ridl.
35. Zingiber citriodorum Theilade & Mood
36. Zingiber clarkei King ex Baker
37. Zingiber cochleariforme D.Fang
38. Zingiber collinsii Mood & Theilade
39. Zingiber coloratum N.E.Br.
40. Zingiber corallinum Hance
41. Zingiber cornigerum T.Jayakr., A.Joe, Hareesh & M.Sabu
42. Zingiber cornubracteatum Triboun & K.Larsen
43. Zingiber curtisii Holttum
44. Zingiber cylindricum Thwaites
45. Zingiber densissimum S.Q.Tong & Y.M.Xia
46. Zingiber discolor Škorničk., H.Ð.Tran & Rybková
47. Zingiber eberhardtii Gagnep.
48. Zingiber eborinum Mood & Theilade
49. Zingiber elatius (Ridl.) Theilade
50. Zingiber elatum Roxb.
51. Zingiber ellipticum (S.Q.Tong & Y.M.Xia) Q.G.Wu & T.L.Wu
52. Zingiber engganoense Ardiyani
53. Zingiber fallax (Loes.) L.Bai, Juan Chen & N.H.Xia
54. Zingiber flagelliforme Mood & Theilade
55. Zingiber flammeum Theilade & Mood
56. Zingiber flaviflorum C.K.Lim & Meekiong
57. Zingiber flavofusiforme M.M.Aung & Nob.Tanaka
58. Zingiber flavomaculosum S.Q.Tong
59. Zingiber flavovirens Theilade
60. Zingiber fragile S.Q.Tong
61. Zingiber fraseri Theilade
62. Zingiber georgeae Mood & Theilade
63. Zingiber gracile Jack
64. Zingiber gramineum Noronha ex Blume
65. Zingiber griffithii Baker
66. Zingiber guangxiense D.Fang
67. Zingiber gulinense Y.M.Xia
68. Zingiber hainanense Y.S.Ye, L.Bai & N.H.Xia
69. Zingiber idae Triboun & K.Larsen
70. Zingiber incomptum B.L.Burtt & R.M.Sm.
71. Zingiber inflexum Blume
72. Zingiber integrilabrum Hance
73. Zingiber integrum S.Q.Tong
74. Zingiber intermedium Baker
75. Zingiber isanense Triboun & K.Larsen
76. Zingiber jiewhoei Škorničk.
77. Zingiber junceum Gagnep.
78. Zingiber kangleipakense Kishor & Škorničk.
79. Zingiber kawagoi Hayata
80. Zingiber kelabitianum Theilade & H.Chr.
81. Zingiber kerrii Craib
82. Zingiber kunstleri King ex Ridl.
83. Zingiber lambii Mood & Theilade
84. Zingiber laoticum Gagnep.
85. Zingiber larsenii Theilade
86. Zingiber latifolium Theilade & Mood
87. Zingiber lecongkietii Škorničk. & H.Ð.Tran
88. Zingiber leptorrhizum D.Fang
89. Zingiber leptostachyum Valeton
90. Zingiber leucochilum L.Bai, Škorničk. & N.H.Xia
91. Zingiber ligulatum Roxb.
92. Zingiber limianum Meekiong
93. Zingiber lingyunense D.Fang
94. Zingiber loerzingii Valeton
95. Zingiber longibracteatum Theilade
96. Zingiber longiglande D.Fang & D.H.Qin
97. Zingiber longii Y.H.Tan & H.B.Ding
98. Zingiber longiligulatum S.Q.Tong
99. Zingiber longipedunculatum Ridl.
100. Zingiber longyanjiang Z.Y.Zhu
101. Zingiber macradenium K.Schum.
102. Zingiber macrocephalum (Zoll.) K.Schum.
103. Zingiber macroglossum Valeton
104. Zingiber macrorrhynchus K.Schum.
105. Zingiber magang N.S.Lý & Škorničk.
106. Zingiber malaysianum C.K.Lim
107. Zingiber marginatum Roxb.
108. Zingiber martini R.M.Sm.
109. Zingiber matangense Noor Ain, Tawan & Meekiong
110. Zingiber matupiense M.M.Aung & Nob.Tanaka
111. Zingiber matutumense Mood & Theilade
112. Zingiber mawangense Noor Ain & Meekiong
113. Zingiber meghalayense Sushil K.Singh, Ram.Kumar & Mood
114. Zingiber mekongense Gagnep.
115. Zingiber mellis Škorničk., H.Ð.Tran & Sída f.
116. Zingiber microcheilum Škorničk., H.Ð.Tran & Sída f.
117. Zingiber mioga (Thunb.) Roscoe
118. Zingiber mizoramense Ram.Kumar, Sushil K.Singh & S.Sharma
119. Zingiber molle Ridl.
120. Zingiber monophyllum Gagnep.
121. Zingiber montanum (J.Koenig) Link ex A.Dietr.
122. Zingiber multibracteatum Holttum
123. Zingiber murlenica Ram.Kumar, Sushil K.Singh & S.Sharma
124. Zingiber nanlingense Lin Chen, A.Q.Dong & F.W.Xing
125. Zingiber natmataungense S.S.Zhou & R.Li
126. Zingiber nazrinii C.K.Lim & Meekiong
127. Zingiber neesanum (J.Graham) Ramamoorthy
128. Zingiber neglectum Valeton
129. Zingiber negrosense Elmer
130. Zingiber neotruncatum T.L.Wu, K.Larsen & Turland
131. Zingiber nigrimaculatum S.Q.Tong
132. Zingiber nimmonii (J.Graham) Dalzell
133. Zingiber nitens M.F.Newman
134. Zingiber niveum Mood & Theilade
135. Zingiber odoriferum Blume
136. Zingiber officinale Roscoe
137. Zingiber oligophyllum K.Schum.
138. Zingiber olivaceum Mood & Theilade
139. Zingiber orbiculatum S.Q.Tong
140. Zingiber ottensii Valeton
141. Zingiber pachysiphon B.L.Burtt & R.M.Sm.
142. Zingiber panduratum Roxb.
143. Zingiber papuanum Valeton
144. Zingiber pardocheilum Wall. ex Baker
145. Zingiber parishii Hook.f.
146. Zingiber pauciflorum L.Bai, Škorničk., D.Z.Li & N.H.Xia
147. Zingiber pellitum Gagnep.
148. Zingiber pendulum Mood & Theilade
149. Zingiber perenense Odyuo, D.K.Roy, Lyngwa & A.A.Mao
150. Zingiber petiolatum (Holttum) Theilade
151. Zingiber pherimaense Biseshwori & Bipin
152. Zingiber phillippsiae Mood & Theilade
153. Zingiber phumiangense Chaveer. & Mokkamul
154. Zingiber pleiostachyum K.Schum.
155. Zingiber plicatum Škorničk. & Q.B.Nguyen
156. Zingiber popaense Nob.Tanaka
157. Zingiber porphyrochilum Y.H.Tan & H.B.Ding
158. Zingiber porphyrosphaerum K.Schum.
159. Zingiber procumbens Nob.Tanaka & M.M.Aung
160. Zingiber pseudopungens R.M.Sm.
161. Zingiber pseudosquarrosum L.J.Singh & P.Singh
162. Zingiber puberulum Ridl.
163. Zingiber purpureoalbum Nob.Tanaka & M.M.Aung
164. Zingiber purpureum Roscoe
165. Zingiber pyroglossum Triboun & K.Larsen
166. Zingiber raja C.K.Lim & Kharuk.
167. Zingiber recurvatum S.Q.Tong & Y.M.Xia
168. Zingiber reflexum Nob.Tanaka & M.M.Aung
169. Zingiber roseum (Roxb.) Roscoe
170. Zingiber rubens Roxb.
171. Zingiber rufopilosum Gagnep.
172. Zingiber sabuanum K.M.P.Kumar & A.Joe
173. Zingiber sabun C.K.Lim
174. Zingiber sadakornii Triboun & K.Larsen
175. Zingiber salarkhanii M.A.Rahman & Yusuf
176. Zingiber shuanglongense C.L.Yeh & S.W.Chung
177. Zingiber sianginense Tatum & Arup K.Das
178. Zingiber simaoense Y.Y.Qian
179. Zingiber singapurense Škorničk.
180. Zingiber sirindhorniae Triboun & Keerat.
181. Zingiber skornickovae N.S.Lý
182. Zingiber smilesianum Craib
183. Zingiber spectabile Griff.
184. Zingiber squarrosum Roxb.
185. Zingiber stenostachys K.Schum.
186. Zingiber striolatum Diels
187. Zingiber subroseum Docot
188. Zingiber sulphureum Burkill ex Theilade
189. Zingiber tamii N.S.Lý & Škorničk.
190. Zingiber tenuifolium L.Bai, Škorničk. & N.H.Xia
191. Zingiber tenuiscapus Triboun & K.Larsen
192. Zingiber thorelii Gagnep.
193. Zingiber tuanjuum Z.Y.Zhu
194. Zingiber ultralimitale Ardiyani & A.D.Poulsen
195. Zingiber vanlithianum Koord.
196. Zingiber velutinum Mood & Theilade
197. Zingiber ventricosum L.Bai, Škorničk., N.H.Xia & Y.S.Ye
198. Zingiber vinosum Mood & Theilade
199. Zingiber viridiflavum Mood & Theilade
200. Zingiber vittacheilum Triboun & K.Larsen
201. Zingiber vuquangense N.S.Lý, T.H.Lê, T.H.Trinh, V.H.Nguyen & N.D.Do
202. Zingiber wandingense S.Q.Tong
203. Zingiber wightianum Thwaites
204. Zingiber wrayi Prain ex Ridl.
205. Zingiber yersinii Škorničk., H.Ð.Tran & Rybková
206. Zingiber yingjiangense S.Q.Tong
207. Zingiber yunnanense S.Q.Tong & X.Z.Liu
208. Zingiber zerumbet (L.) Roscoe ex Sm.
209. Zingiber zhuxiense G.X.Hu & S.Huang
210. Zingiber monglaense S.J.Chen & Z.Y.Chen